# Samsung YP-P2
Samsung YP-P2 — портативный мультимедийный проигрыватель с сенсорным экраном от компании Samsung Electronics. Принадлежит к Yepp P серии. Анонсирован и поступил в продажу в 2007 году.
Подсоединяется к компьютеру с помощью специального кабеля через фирменный разъем к USB. Поддерживается MTP или UMS. При подсоединении к компьютеру аккумулятор заряжается. Ёмкость встроенного Li-Pol аккумулятора составляет 830 мА·ч.
Имеет FM-тюнер и микрофон. Плеер оснащён системой обработки звука DNSe 2.0. Bluetooth можно использовать для передачи/приема аудиопотока и данных. Возможно обновление ПО и смены региона, например, с региона RU на регион KR, а также вместо UMS можно сделать MTP.
С последней версией прошивки, данный плеер можно использовать как Bluetooth гарнитуру для мобильного телефона (можно слушать музыку и в случаи необходимости принять звонок. Также есть виртуальна клавиатура для набора номера и совершения звонка прямо с плеера, не доставая телефона).
Поддерживаемые форматы файлов:
- Аудио: MP3, AAC, WMA, OGG
- Видео: WMV, SVI
- Изображение: JPG
- Текст: TXT